# Josef Reichl (Politiker, 1913)
Josef Reichl (* 22. März 1913 in Rudersdorf (Burgenland); † 22. Februar 2003 in Fürstenfeld) war ein österreichischer Politiker (SPÖ).

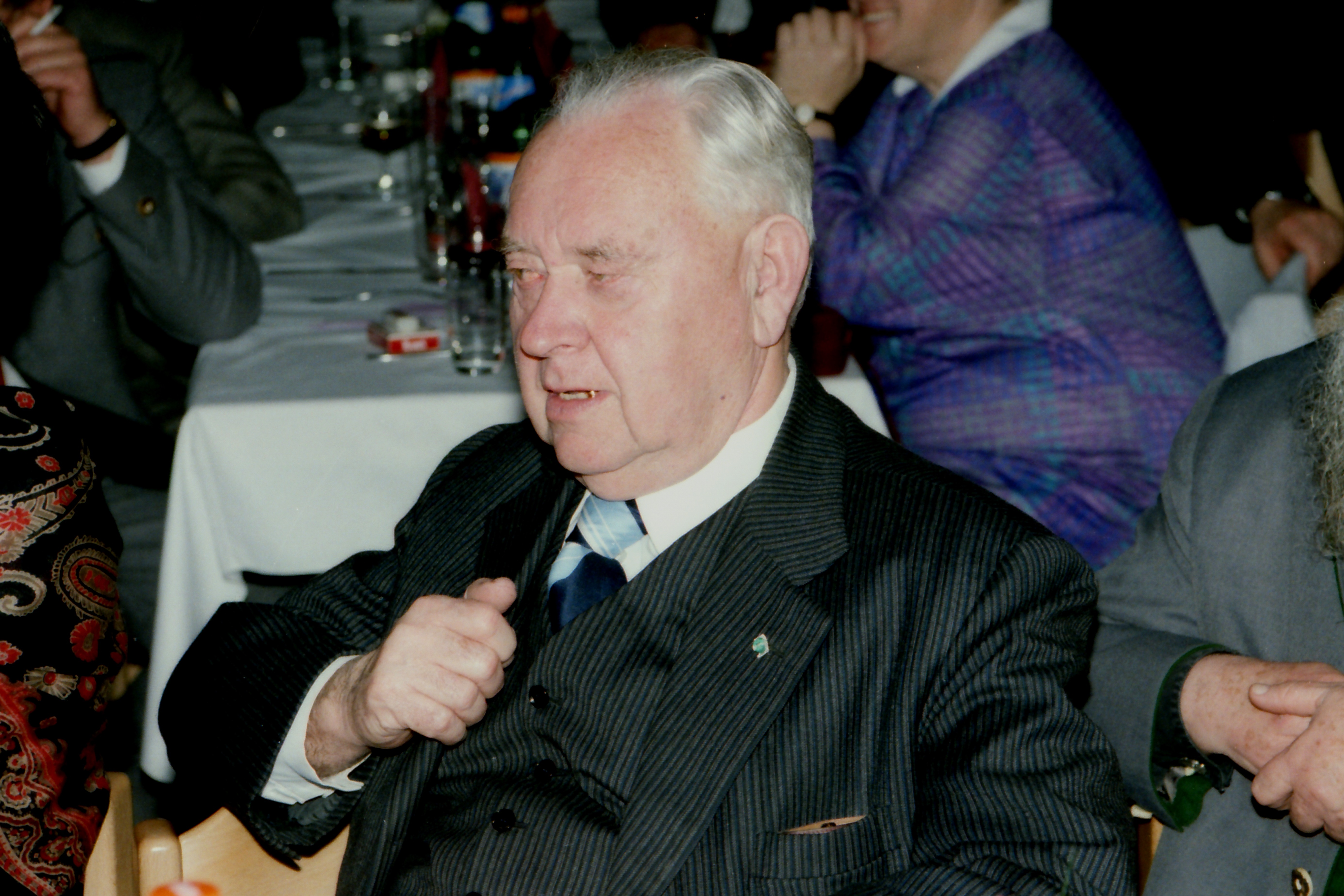
Josef Reichl

## Leben
Josef Reichl besuchte das Realgymnasium in Fürstenfeld und absolvierte danach ein Lehramtsstudium für Geschichte und Deutsch sowie ein Studium der Psychologie, der Geographie und der Orientalistik an der Universität Wien. Höchster akademischer Abschluss: Dr. phil.
Reichl trat bereits im Alter von 20 Jahren der "sozialistischen Jungfront" bei und wurde später Mitglied der SPÖ. 
Während des Zweiten Weltkriegs war er von 1940 bis 1945 im Militärdienst in der Wehrmacht sowie eineinhalb Jahre in Kriegsgefangenschaft in Jugoslawien, ehe er nach Fürstenfeld zurückkehrte.
Reichl war von 1948 bis 1978 als Gymnasialprofessor tätig, 1973 wurde er Oberstudienrat.
Daneben verfasste Reichl zahlreiche Bücher, unter anderem eine ausführliche Chronik der Stadt Fürstenfeld. 
Im Jahr 1972 schlug Josef Reichl gemeinsam mit Karl Ahrens, die Melodie des Themas des vierten Satz "Ode an die Freude" der neunten Symphonie von Ludwig van Beethoven zur Europahymne vor, was vom Ministerkomitee des Europarates daraufhin beschlossen wurde.

## Politik
Reichl war von 1950 bis 1980 Mitglied des Gemeinderates der Stadt Fürstenfeld und Bezirksparteivorsitzender der SPÖ Fürstenfeld. Von 1950 bis 1956 war Reichl außerdem Fürstenfelds Vizebürgermeister. Des Weiteren war er von 1958 bis 1978 Landesbildungsobmann der SPÖ Steiermark. Im österreichischen Parlament war er von 1953 bis 1977 Mitglied des Bundesrates, sowie stellvertretender Vorsitzender des Bundesrates vom 1. Juli 1977 bis 31. Dezember 1977. Als Österreich im Jahre 1956 dem Europarat beitrat, war Reichl aktiv in die Verhandlungen eingebunden. Persönlich und politisch trat er vor allem für die Überwindung des Gegensatzes Christentum und Sozialdemokratie ein und bemühte sich stets um einen breiten Konsens zwischen der SPÖ und der Christlich-sozialen ÖVP, den größten politischen Lagern Österreichs.

## Auszeichnungen
- Großes Goldenes Ehrenzeichen für Verdienste um die Republik Österreich
- Großes Silbernes Ehrenzeichen für Verdienste um die Republik Österreich
- Großes Goldenes Ehrenzeichen des Landes Steiermark